# Canal Olímpico

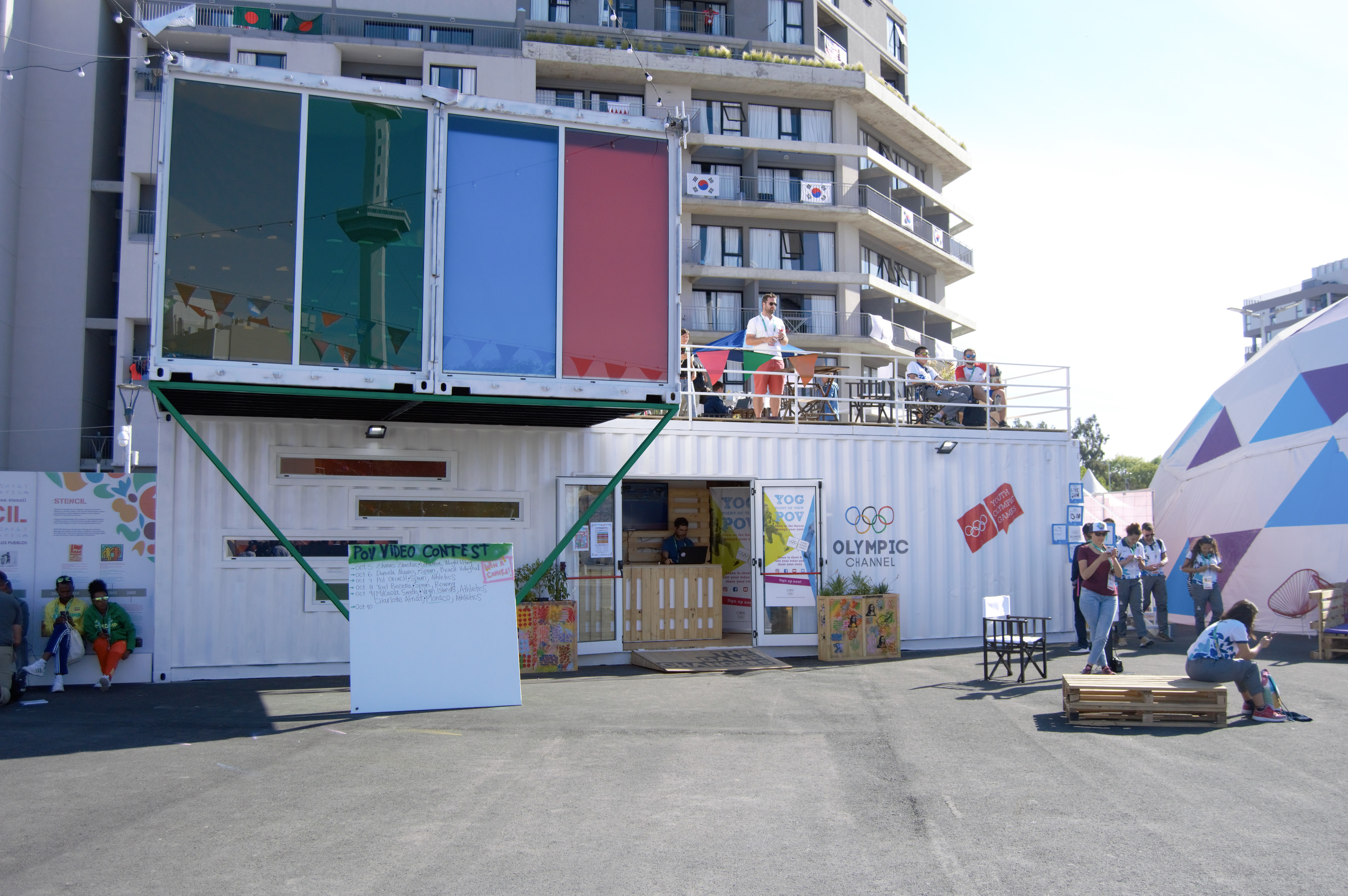
Estudios del Canal Olímpico en la Villa Olímpica de Buenos Aires.

El Canal Olímpico (en inglés: Olympic Channel) es un servicio de televisión por Internet de transmisión libre operado por el Comité Olímpico Internacional (COI). Fue lanzado el 21 de agosto de 2016, tras la ceremonia de clausura de los Juegos Olímpicos de Río de Janeiro 2016.

## Historia
Thomas Bach, presidente del COI, propuso, originalmente en 1994 cuando se desempeñaba como un oficial júnior del Comité, el concepto de un canal televisivo sobre los Juegos Olímpicos. En ese sentido, Bach aseguró que el servicio sería «el inicio de una nueva y excitante aventura para conectar a la audiencia global con el Movimiento Olímpico». El canal será producido en Madrid y contará con un presupuesto de 600 millones de dólares para siete años. Inicialmente, el servicio digital tendrá un enfoque internacional, sin embargo, el COI ha anunciado sus intenciones de trabajar con los Comités Olímpicos Nacionales y los titulares de derechos locales para desarrollar versiones locales de dicho Canal. La plataforma de transmisión será provista por Playmaker Media, una división de NBC Sports Digital.

## Objetivo
El principal objetivo del canal será mantener el interés en los Juegos Olímpicos de verano e invierno durante los años entre cada edición, especialmente en audiencias jóvenes. Presentará la cobertura de competencias de deportes olímpicos, así como programas enfocados en atletas olímpicos. Inicialmente transmitirá en inglés, pero con subtítulos disponibles en nueve idiomas. Yiannis Exarchos, supervisor del Canal Olímpico y director ejecutivo de los Olympic Broadcasting Services, declaró que el contenido se centrará principalmente en las historias de los atletas, argumentando que «Necesitamos tomar ciertos riesgos y es mejor tomarlos ahora, puesto que estamos más fuertes que nunca. La personalidad de los atletas, sus estilos de vida, son algo muy atractivo».